# Camazotz
De Camazotz was een vleermuis-monster uit de mythologie van de oude Maya's. De doodsvorsten van de onderwereld, Xibalba, droegen hem op om hun vijanden te doden. De Camazotz was overdag versteend, maar 's nachts kwam hij tot leven. Hij woonde in een donkere plaats in Xibalba, het vleermuizenhuis. De Maya's geloofden dat zij hun leven te danken hadden aan de goden, die Camazotz en andere duistere krachten hadden overwonnen. Daarom vereerden de Maya's hen en brachten zij offers.

## De Tweelinghelden
De doodsvorsten wensten de Heldentweeling Hunahpu en Ixbalanqué dood. Daarom stuurden ze hen naar het vleermuizenhuis. De twee verstopten zich in hun blaaspijpen, maar ze kwamen te vroeg tevoorschijn. Camazotz rukte Hunahpu's hoofd af, maar die bleef toch in leven. De twee broers vluchtten en zetten de strijd tegen de doodsvorsten voort.